# Ариобарзан III
Ариобарзан III Евсеб Филороман (др.-греч. Ἀριοϐαρζάνης Εὐσεϐής Φιλορώμαιος,; «Евсеб» — «благочестивый», «Филороман» — «любящий Рим»; убит в 42 до н. э.) — царь Каппадокии с 51 по 42 год до н. э.

## Биография
После гибели Ариобарзана II римский сенат одобрил назначение правителем его старшего сына Ариобарзана III. Среди противников нового государя оказалась его мать Афинаида Филосторгия II, но с помощью наместника Киликии Марка Цицерона мятеж был быстро подавлен.
Оказывая активную помощь Гнею Помпею, Ариобарзан III смог получить преимущества и после победы его противника — Гая Юлия Цезаря. К Каппадокии была присоединена Малая Армения, после чего царь начал подумывать об обретении полной независимости от Рима. По этой причине он и был убит в 42 году до н. э. римским сенатором Гаем Кассием Лонгином. Новым правителем стал брат покойного Ариарат X.